# LAN-parti

2004-es DreamHack LAN-parti, több mint 5000 résztvevővel

A LAN-parti (angol írásmóddal: LAN party) egy olyan közösségi esemény, amelynek résztvevői egy fizikai helyszínen, helyi hálózatba kötött számítógépeken sokszereplős számítógépes játékokat játszanak. A résztvevők száma minimum kettő, s a legnagyobb rendezvényeken néhány ezer játékos és valamivel kevesebb érdeklődő jelenik meg, ám leggyakrabban mindössze 4-8 fős baráti összejövetel. A több résztvevőseket általában előre megszervezik, csak a kisebb rendezvények zajlanak spontán. Kisebb parti esetén rendszerint valamely játékos otthona, nagyobb összejövetelek esetén külön rendezvénytermek, sportcsarnokok szolgálnak helyszínül. Időtartama változó, általában minimum egy éjszaka hossza (a játék rendszerint éjszakai elfoglaltság). 
A LAN-parti kifejezést néha helytelenül alkalmazzák a LAN Gaming Centerekre, illetve az internetes kávézókra is. Ezektől a LAN-parti alapvetően abban különbözik, hogy a résztvevőket felkéri, hozzák magukkal a számítógépüket (BYOC, vagyis Bring Your Own Computer). A helyszíneket csak időlegesen használják LAN-partik céljára, állandó rendeltetésük ettől eltér.

## Technikai háttere
Mindenféleképpen szükségesek a számítógépek, illetve az ezeket összekötő hálózati elemek, kábelek, illetve tápelosztók, továbbá a játékszoftverek, amelyekkel a játékosok játszani kívánnak. Elkerülendő a helyszíni vitát, a szervezett rendezvényeken előre meghatározzák a használható játékok körét (beleértve azok verziószámát és kiegészítőit), illetve tájékoztatnak a hálózati paraméterekről. A játékok a stratégia, az FPS, vagy a szimulátorok stílusából kerülnek ki a leggyakrabban; gyakori, hogy egy rendezvény pusztán egyetlenegy szoftver köré szerveződik. Kisebb összejövetelek alkalmával a játékostársak a kezdeti órákat rendszerint szoftvertelepítéssel és kábelezéssel töltik; nagyobb rendezvényeken a hálózatról a szervező szokott gondoskodni. A gépek elhelyezésénél fontos szempont, hogy a játékosok ne láthassanak rá egymás képernyőire. Hogy egymást minél kevésbé zavarják, a résztvevők hangszórók helyett fejhallgatókat használnak. Mivel az eseményeket ennek ellenére is jellemzően hangzavar kíséri, a módosabb helyszínek hangszigeteltek. Nagyobb rendezvényeken jellemző a kivetítő használata, amellyel egy-egy kiválasztott mérkőzést mutatnak be az érdeklődőnek, illetve a bírói szolgáltatás, amellyel a csalásokat kívánják kiszűrni.

### Egyéb felszerelés
Több napon át tartó rendezvényekre értelemszerűen élelem és váltóruha szükséges. Mivel a játék maga többnyire éjszaka zajlik, a játékosok tekintélyes mennyiségű élénkítő italt fogyasztanak.

## Jelentősebb LAN partik
Az alszakaszben említett rendezvények linkjei az angol nyelvű Wikipédia oldalaira vezetnek.
- Assembly demo party, demoscene, helyszíne: Hartwall Areena, Helsinki, Finnország;
- Cyberathlete Professional League, helyszíne: Dallas, Texas, évente egyszer rendezik;
- DreamHack: helyszíne Jönköping, Svédország, évente kétszer van megrendezve;
- The Gathering, helyszíne Hamar, Norvégia;
- Minho Campus Party, helyszíne: Minho régió, Portugália;
- QuakeCon, helyszíne: Dallas, Texas, az USA legnagyobb LAN-partija, illetve világ legnagyobb ilyen ingyenes rendezvénye;
- World Cyber Games, helyszíne változó, de leggyakrabban Dél-Korea, fő támogatója a Samsung, nemzetközi, előfordulókkal válogatott mezőnnyel, versenyjellegű.

## Lásd még
- Demoscene